# Cheick Kongo
Cheick Kongo (* 17. Mai 1975; voller Name Cheick Guillaume Ouedraogo) ist ein französischer Mixed-Martial-Arts-Kämpfer.
Kongo begann seine MMA-Karriere im Juni 2001 bei einer Rings-Veranstaltung in den Niederlanden. Nach weiteren Kämpfen bei Rings, It’s Showtime und King of the Ring, hatte er im Juli 2006 sein Debüt in der Ultimate Fighting Championship. Nach drei Siegen und einer Niederlage besiegte er im September 2007 an der UFC 75 Mirko Filipović. Seine MMA-Bilanz betrug am 16. Oktober 2010, nach insgesamt zwölf UFC-Kämpfen, 15 Siege, sechs Niederlagen und zwei Unentschieden. Darunter waren Siege gegen Mirko Filipović und Antoni Hardonk sowie Niederlagen gegen Cain Velasquez und Frank Mir. Kongo lebt in Paris.
Seit 2010 tritt er in unregelmäßigen Abständen als Schauspieler in Erscheinung.

## MMA-Statistik
| Ergebnis   | Profi-Rekord | Gegner                                | Datum              | Veranstaltung                          | Methode                                        | Runde | Zeit |
| ---------- | ------------ | ------------------------------------- | ------------------ | -------------------------------------- | ---------------------------------------------- | ----- | ---- |
| Sieg       | 1-0          | „The Panther“ Andre Tete              | 10. Juni 2001      | Rings Holland – No Guts, No Glory      | Aufgabe (Heel Hook)                            | 1     | 3:20 |
| Sieg       | 2-0          | Dave „Popeye“ van der Veen            | 2. Dezember 2001   | Rings Holland – Some Like It Hard      | TKO (Schläge)                                  | 2     | 1:25 |
| Niederlage | 2-1          | Rodney Glunder                        | 2. Juni 2002       | Rings Holland – Saved by the Bell      | Punktentscheidung (einstimmig)                 | 2     | 5:00 |
| No Contest | 2-1-1        | Michael „Hammer“ Kaap                 | 29. September 2002 | It’s Showtime – As Usual               | Unentschieden                                  | 2     | 5:00 |
| Sieg       | 3-1-1        | Hans Nijman                           | 8. Juni 2003       | It’s Showtime – Amsterdam Arena        | Aufgabe (Armbar)                               | 2     | 0:59 |
| Sieg       | 4-1-1        | Dave Vader                            | 27. September 2003 | Rings Holland – The Untouchables       | Punktentscheidung (einstimmig)                 | 3     | 2:00 |
| Sieg       | 5-1-1        | Joop Kasteel                          | 4. April 2004      | Rings Holland – World’s Greatest       | KO (Schläge)                                   | 1     | 4:31 |
| Niederlage | 5-2-1        | „The Hurricane“ Yves Gilbert          | 20. Mai 2004       | It’s Showtime – Amsterdam Arena        | Punktentscheidung (einstimmig)                 | 2     | 2:42 |
| Sieg       | 6-2-1        | Gabor „Tartar“ Nemeth                 | 4. Juni 2005       | KOTR – King of the Ring                | KO (Schläge)                                   | 2     |      |
| Sieg       | 7-2-1        | Dave Dalgliesh                        | 11. Dezember 2005  | Rings Holland – Men of Honor           | TKO (Schläge)                                  | 2     |      |
| Sieg       | 8-2-1        | „El Peligro“ Gilbert Aldana           | 8. Juli 2006       | UFC 61 – Bitter Rivals                 | TKO (Arztstopp)                                | 1     | 4:13 |
| Sieg       | 9-2-1        | Christian Wellisch                    | 26. August 2006    | UFC 62 – Liddell vs. Sobral            | KO (Schläge)                                   | 1     | 2:51 |
| Niederlage | 9-3-1        | „The Fury“ Carmelo Marrero            | 14. Oktober 2006   | UFC 64 – Unstoppable                   | Punktentscheidung (geteilt)                    | 3     | 5:00 |
| Sieg       | 10-3-1       | Assuerio Silva                        | 21. April 2007     | UFC 70 – Nations Collide               | Punktentscheidung (Mehrheitsentscheid)         | 3     | 5:00 |
| Sieg       | 11-3-1       | Mirko „Cro Cop“ Filipović             | 8. September 2007  | UFC 75 – Champion vs. Champion         | Punktentscheidung (einstimmig)                 | 3     | 5:00 |
| Niederlage | 11-4-1       | „The Texas Crazy Horse“ Heath Herring | 1. März 2008       | UFC 82 – Pride of a Champion           | Punktentscheidung (geteilt)                    | 3     | 5:00 |
| Sieg       | 12-4-1       | Dan Evensen                           | 9. August 2008     | UFC 87 – Seek and Destroy              | TKO (Schläge)                                  | 1     | 4:55 |
| Sieg       | 13-4-1       | Moustapha Al-Turk                     | 27. Dezember 2008  | UFC 92 – The Ultimate 2008             | TKO (Ellbogen & Schläge)                       | 1     | 4:37 |
| Sieg       | 14-4-1       | Antoni Hardonk                        | 18. April 2009     | UFC 97 – Redemption                    | TKO (Schläge)                                  | 2     | 2:29 |
| Niederlage | 14-5-1       | Cain Velasquez                        | 13. Juni 2009      | UFC 99 – The Comeback                  | Punktentscheidung (einstimmig)                 | 3     | 5:00 |
| Niederlage | 14-6-1       | Frank Mir                             | 12. Dezember 2009  | UFC 107 – Penn vs. Sanchez             | Technische Aufgabe (Guillotine Choke)          | 1     | 1:12 |
| Sieg       | 15-6-1       | „The Headhunter“ Paul Buentello       | 21. März 2010      | UFC Live 1 – Vera vs. Jones            | Aufgabe (Ellbogen gegen Körper)                | 3     | 1:16 |
| No Contest | 15-6-2       | Travis „Hapa“ Browne                  | 16. Oktober 2010   | UFC 120 – Bisping vs. Akiyama          | Punktentscheidung (einstimmig – Unentschieden) | 3     | 5:00 |
| Sieg       | 16-6-2       | Pat „HD“ Barry                        | 26. Juni 2011      | UFC Live 4 – Kongo vs. Barry           | KO (Schläge)                                   | 1     | 2:39 |
| Sieg       | 17-6-2       | Matt „Meathead“ Mitrione              | 29. Oktober 2011   | UFC 137 – Penn vs Diaz                 | Punktentscheidung (einstimmig)                 | 3     | 5:00 |
| Niederlage | 17-7-2       | „The Super Samoan“ Mark Hunt          | 26. Februar 2012   | UFC 144 – Edgar vs. Henderson          | TKO (Schläge)                                  | 1     | 2:11 |
| Sieg       | 18-7-2       | „The Savage“ Shawn Jordan             | 21. Juli 2012      | UFC 149 – Faber vs. Barao              | Punktentscheidung (einstimmig)                 | 3     | 5:00 |
| Niederlage | 18-8-2       | Roy „Big Country“ Nelson              | 27. April 2013     | UFC 159 – Jones vs. Sonnen             | KO (Schläge)                                   | 1     | 2:03 |
| Sieg       | 19-8-2       | „The Hand of“ Mark Godbeer            | 4. Oktober 2013    | Bellator MMA 102                       | TKO (Knie & Schläge)                           | 2     | 2:04 |
| Sieg       | 20-8-2       | „The Chief“ Peter Graham              | 8. November 2013   | Bellator MMA 107                       | Punktentscheidung (einstimmig)                 | 3     | 5:00 |
| Niederlage | 20-9-2       | Vitaly Minakov                        | 4. April 2014      | Bellator MMA 115                       | Punktentscheidung (einstimmig)                 | 3     | 5:00 |
| Sieg       | 21-9-2       | Eric Smith                            | 17. Mai 2014       | Bellator MMA 120                       | TKO (Knie & Schläge)                           | 2     | 4:35 |
| Sieg       | 22-9-2       | Lavar „Big“ Johnson                   | 5. September 2014  | Bellator MMA 123                       | Aufgabe (Rear-Naked Choke)                     | 1     | 3:27 |
| Niederlage | 22-10-2      | Muhammed „King Mo“ Lawal              | 27. Februar 2015   | Bellator MMA 134 – British Invasion    | Punktentscheidung (geteilt)                    | 3     | 5:00 |
| Sieg       | 23-10-2      | Alexander „Drago“ Volkov              | 26. Juni 2015      | Bellator MMA 139 – Kongo vs. Volkov    | Punktentscheidung (einstimmig)                 | 3     | 5:00 |
| Sieg       | 24-10-2      | Vinicius „Spartan“ Kappkes de Queiroz | 26. Februar 2016   | Bellator MMA 150 – Kongo vs. Spartan   | Punktentscheidung (geteilt)                    | 3     | 5:00 |
| Sieg       | 25-10-2      | Tony „Hulk“ Johnson                   | 16. September 2016 | Bellator MMA 161 – Kongo vs. Johnson   | Punktentscheidung (Mehrheitsentscheid)         | 3     | 5:00 |
| Sieg       | 26-10-2      | „The Spartan“ Oli Thompson            | 18. Februar 2017   | Bellator MMA 172 – Thomson vs. Pitbull | Punktentscheidung (einstimmig)                 | 3     | 5:00 |
| Sieg       | 27-10-2      | Augusto Sakai                         | 19. Mai 2017       | Bellator MMA 179 – Daley vs. MacDonald | Punktentscheidung (geteilt)                    | 3     | 5:00 |
| Sieg       | 28-10-2      | Javy „Eye Candy“ Ayala                | 12. Mai 2017       | Bellator MMA 199 – Bader vs. King Mo   | KO (Schläge)                                   | 1     | 2:29 |

## Filmografie (Auswahl)
- 2010: Locked Down
- 2013: Attila – Master of an Empire (Attila)
- 2019: Hollow Point
- 2021: Green Ghost and the Masters of the Stone